# Villanueva del Duque (kommunhuvudort)
Villanueva del Duque är en kommunhuvudort i Spanien.   Den ligger i provinsen Province of Córdoba och regionen Andalusien, i den centrala delen av landet, 250 km söder om huvudstaden Madrid. Villanueva del Duque ligger 588 meter över havet och antalet invånare är 1 669.
Terrängen runt Villanueva del Duque är platt, och sluttar norrut. Runt Villanueva del Duque är det glesbefolkat, med 8 invånare per kvadratkilometer. Närmaste större samhälle är Pozoblanco, 13,2 km öster om Villanueva del Duque. Trakten runt Villanueva del Duque består till största delen av jordbruksmark.